# Археологічний музей Керкіри
Археологічний музей Керкіри — музей, розташований в районі Гаріці, міста Керкіра на острові Керкіра (Корфу), Греція. Музей спеціально спроєктований та побудований для демонстрації фронтону Храму Артеміди та містить понад 1600 експонатів.

## Історія
Багато цінних старожитностей, віднайдених на острові, пожертвуваних та придбаних до приватних колекцій зумовило потребу організацію на острові  археологічного музею. У 1833 році під час Британського керівництва над Іонічними островами, Іонічний сенат ухвалив рішення про створення Іонійського музею в особняку Мон Репос, щоб зібрати всі старожитності, що належать приватним особам, та заснувати громадську виставку.
Спроба створити музей була повторена в 1907 році коли за кошти «Археологічного товариства в Афінах» поруч із поховальним пам’ятником Менекрата був побудований невеликий музей. У 1911 році відкриття храму Артеміди та його монументального 17 метрового вапнякового фронтону із зображенням Горгони, пантер і батальних сцен із стародавніх міфів вимагало розширення музею. У 1915 році, після запитів до Археологічної служби та затвердження проєкту реконструкції музею, простір якого в тричі б збільшився розпочалися будівельні роботи. Однак незабаром вони були перервані через початок Першої світової війни.

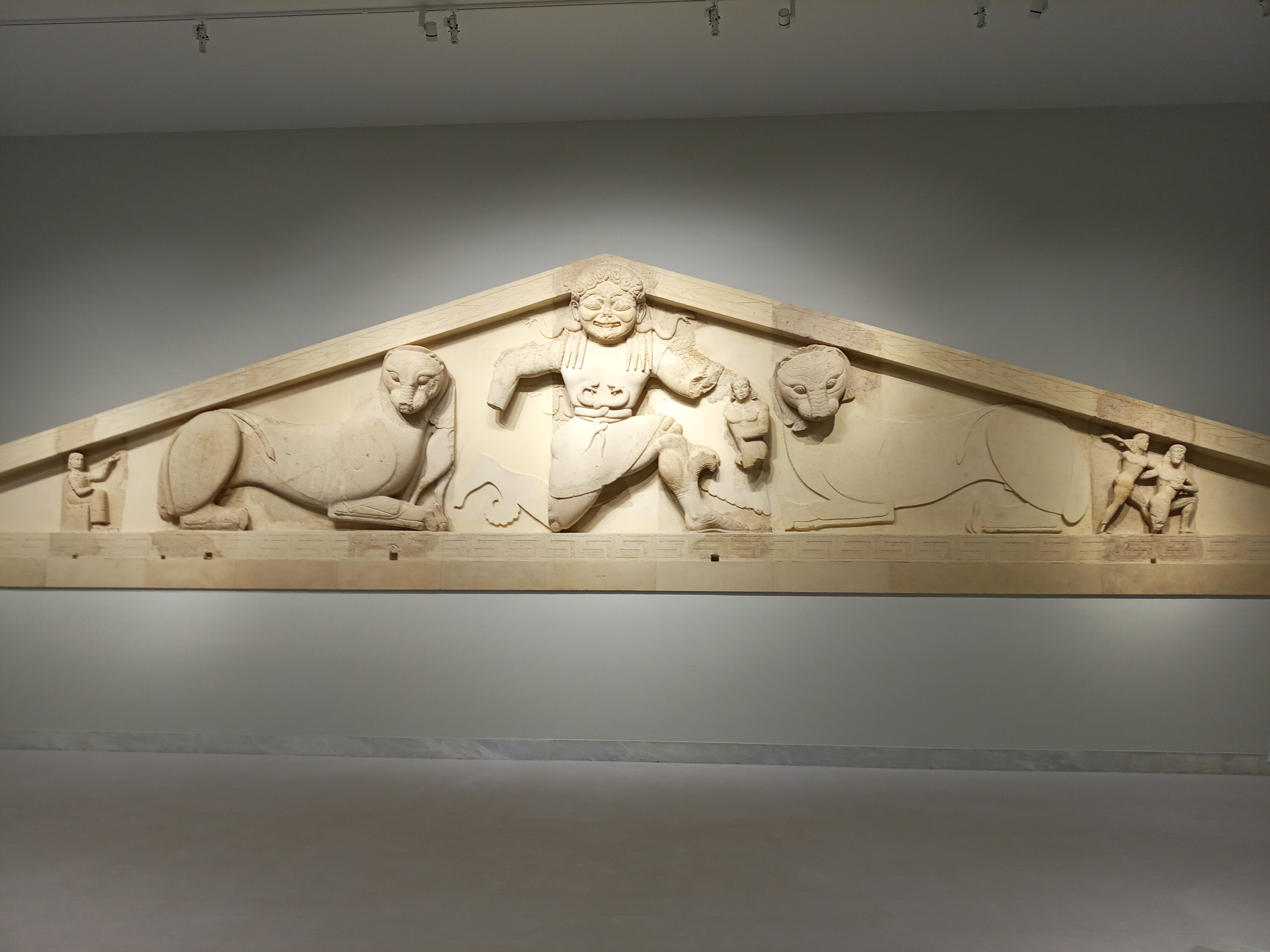
Фронтон храму Артеміди

У 30-х роках старожитності експонували у галереях Палацу святих Михайла та Георгія. Найпомітнішим серед них був монументальний архаїчний фронтон Горгони. Іоанніс Пападімітріу, тодішній директор відділення старожитностей Керкіри, доклав низку зусиль, щоб створити новий, сучасний музей, який би був доречним для розміщення масивного фронтону.
Початок Другої світової війни знову зупинив створення музею на Керкірі. З міркувань безпеки старожитності переносили на склади (колишнього казино), де вони пробули кілька років.
У 1954 році, під опікою Іоанніса Каліполітіса, тодішнього директора відділення старожитностей Керкіри, старожитності, крім фронтону, були перенесені до Палацу святих Михайла та Георгія, де вони були виставлені заново.

## Розбудова музею

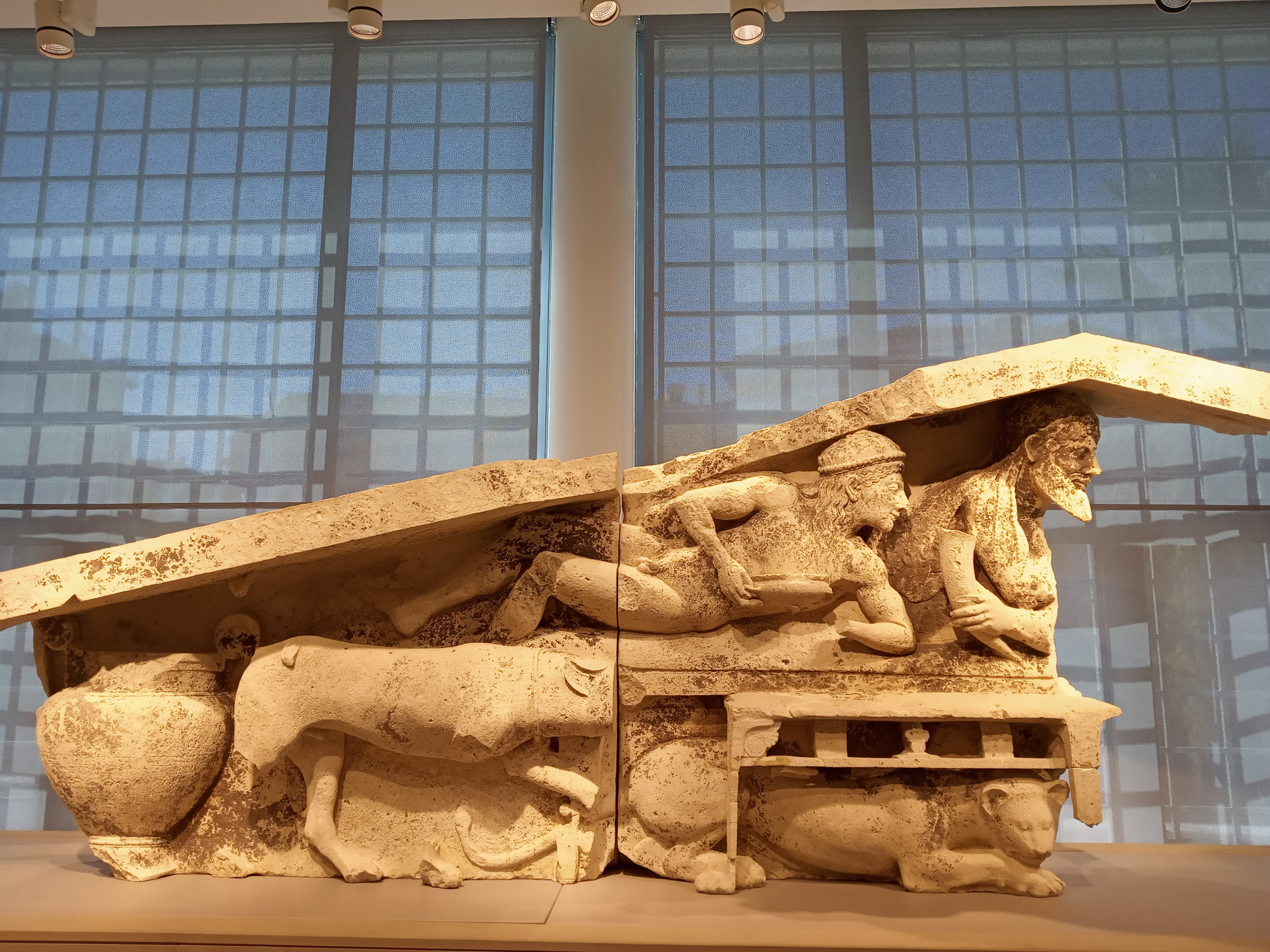
Фрагмент храму Діоніса (симпосію)

Будівельні роботи щодо будівництва сучасної будівлі музею розпочалися в 1962 році. Будівля була спроєктована архітектором Василісом Дурасом і розташувалася в районі Гаріці, на ділянці, подарованій з цією метою до війни муніципалітетом Керкіри.
Двоповерхова будівля музею, побудована в стилі модернізму, з суворими лініями. Її будівництво було завершено в 1965 році, а церемонія відкриття відбулася у вересні 1967 р.
У 1969 році було відкрито ще одну експозицію із знахідками з нещодавно завершених розкопок Храму Гери (1962-1967), а в 1977 році до колекції музею було додано древній фронтон із зображенням сцени симпосію.
У 1994 році відбулися окремі реставраційні роботи. Також було додано два нові зали по одному на кожному з поверхів. Також встановлено дах над атріумом.
В період з 2012 по 2016 роки проведено реставраційні роботи будівлі музею, який набув сучасного стану та започаткована виставка його колекцій на основі сучасного музеологічного підходу.

## Експозиція
Виставка організована на двох поверхах музею.

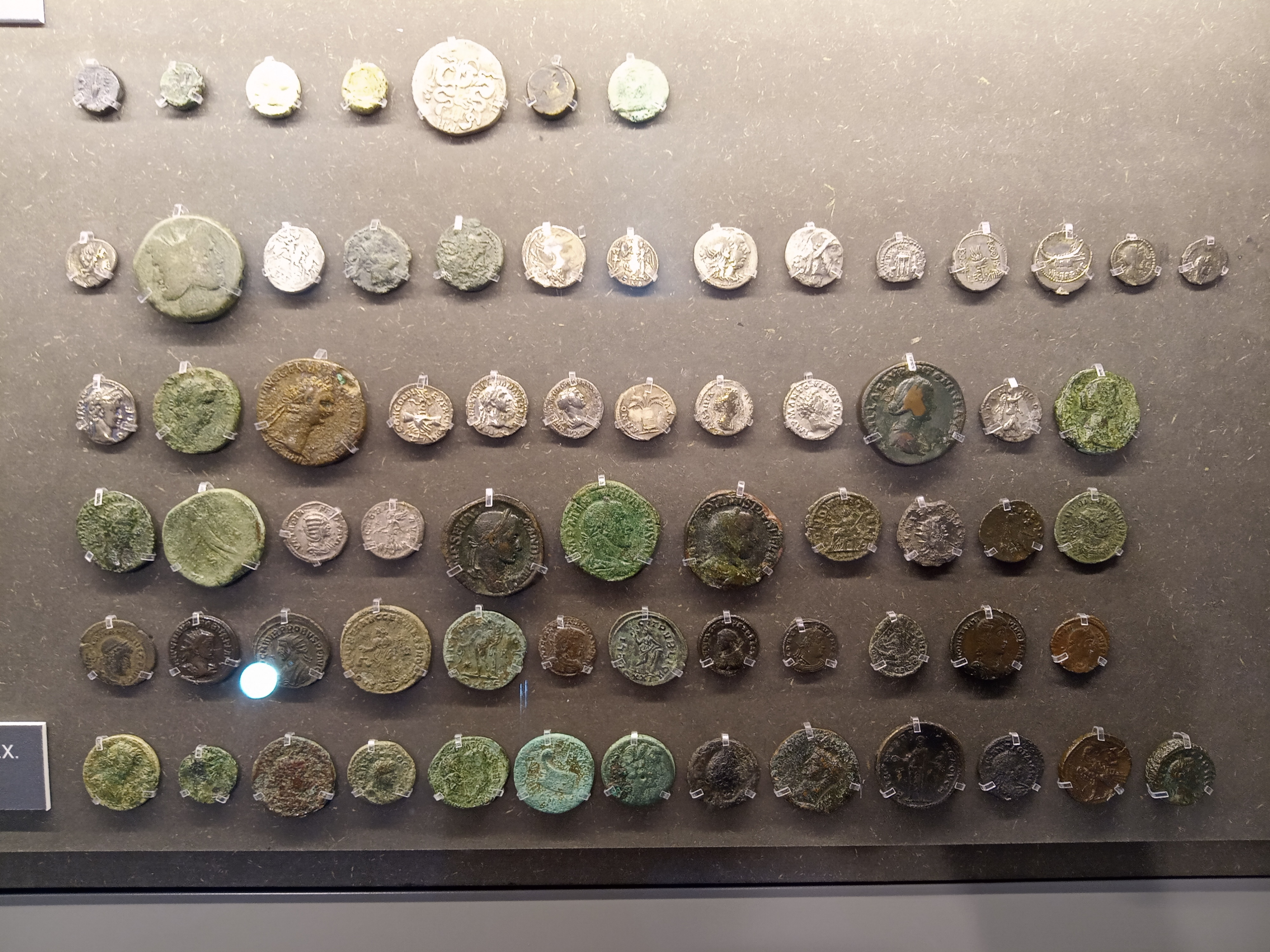
Колекція монет

На першому поверсі розташовані доісторичні знахідки, (від палеоліту до бронзової доби). У наступній галереї розповідається про історію заснування стародавнього міста (Коркіри) наприкінці 8 століття до нашої ери та його контакти з іншими потужними грецькими містами того періоду.

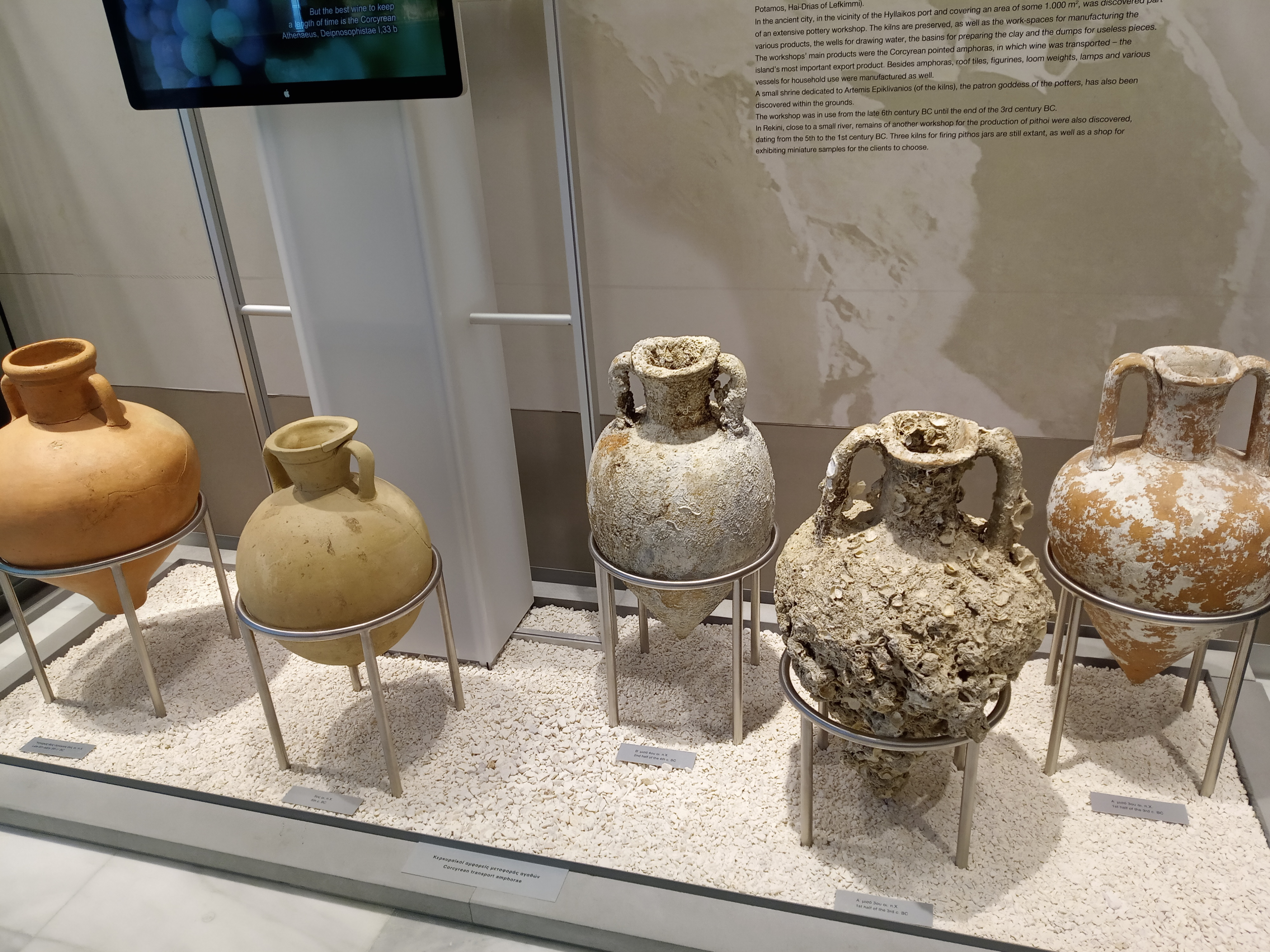
Амфори

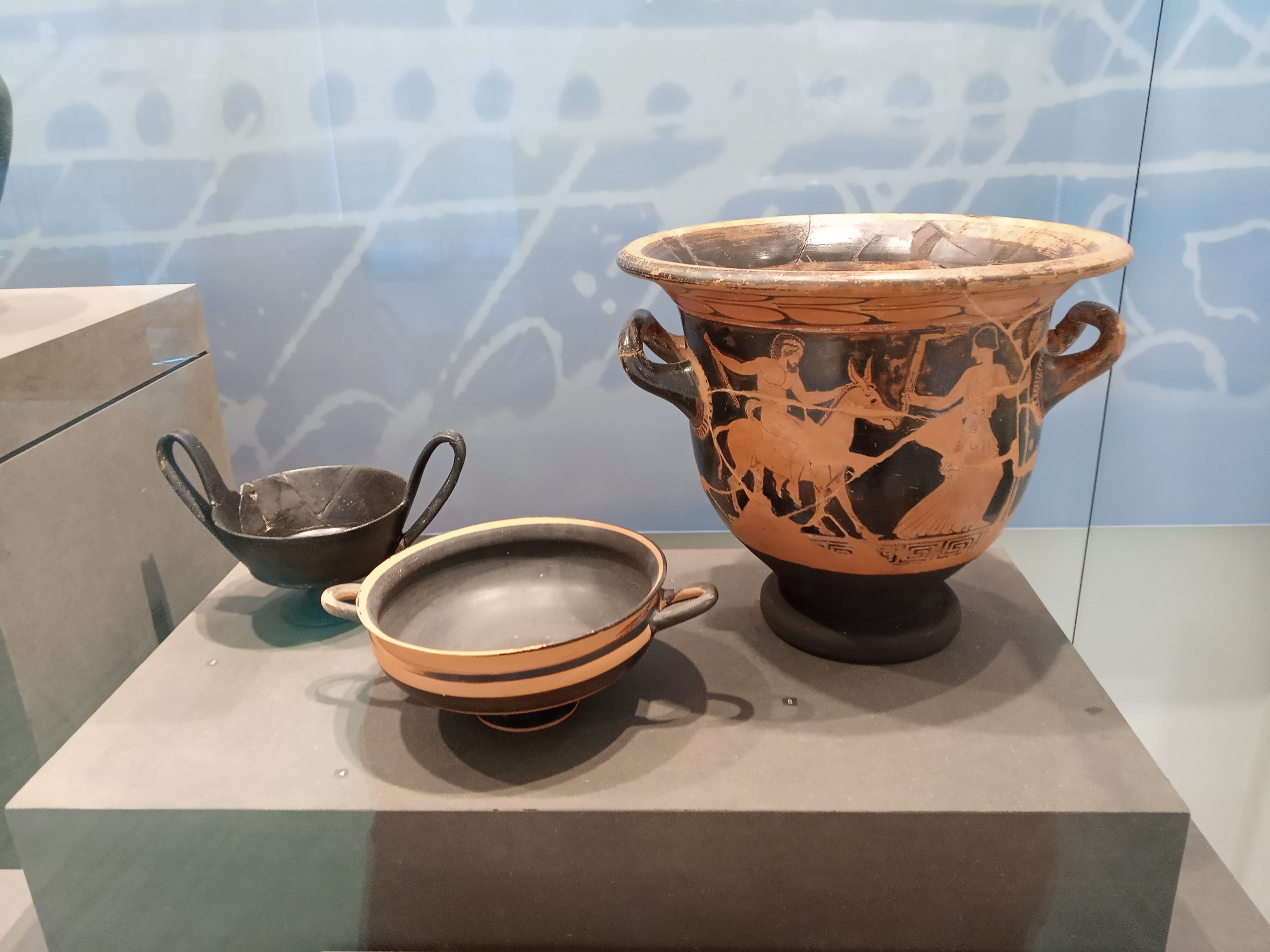
Експозиція посуду

Далі розташована експозиція, яка демонструє історію Керкіри в період з 7 століття до нашої ери до 4 століття нашої ери. Ключові події в цей період зростання міста в античний період, розвиток комерції, перелом у кінці V століття до нашої ери як наслідок Пелопоннеської війни та громадянського конфлікту, невизначеність елліністичного періоду з зазіханням на острів різних правителі, що поступово призвело до його занепаду і здачі римлянам у 229 р. до н.е., і, нарешті, короткого відродження острова під римським захистом на початку І столяття.

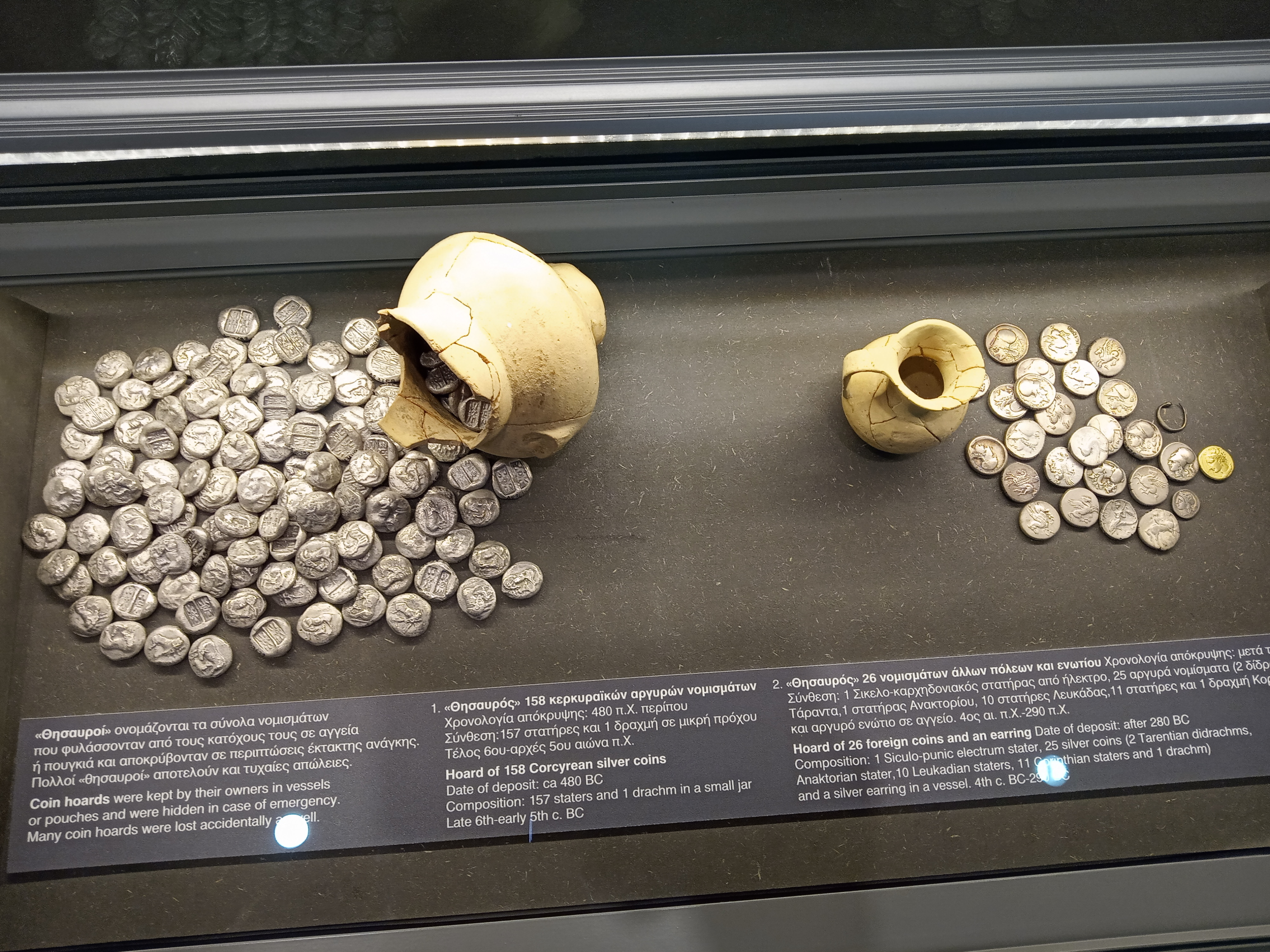
Скарб монет

У чотирьох галереях розміщені експонати з агори (ринку), гавані, святилища, приватні будинки, майстерні та кладовище стародавнього Коркіри а також знахідки з інших місць острова, таких як Кассіопі, Ачараві, Алмірос, Афіонас і Рода. Тут розташовані шість тематичних підрозділів, розкриті аспекти повсякденного життя мешканців стародавнього міста, їх зв’язок зі смертю, їхні культи, їх ремісничу та господарську діяльність і, перш за все, важливість інституції міста - держави у формуванні індивідуальної та колективної ідентичності.
Особливе значення серед експонатів музею мають фронтон храму Артеміди, де богиня зображена як Горгона, різні похоронні пам’ятки того ж періоду, такі як «Лев Менекрата», та важливі епіграфічні пам’ятки, такі як могильна стела Арніада.
У музеї виставляється мармуровий торс Аполлона, який є копією статуї, створеної давньогрецьким скульптором Фідієм, теракотові статуетки Артеміди. Є колекція стародавніх монет (найстаріші датуються 6 століттям до н. е.).
Детальніше: Храм Артеміди (Керкіра)

## Графік роботи та квитки

### Графік роботи
Відкрито щодня з понеділка по неділю 08.00 — 20.00, крім вівторка (зимовий період 1 листопада по 31 березня щодня, крім вівторка з 08.30 до 15.30).
Закрито: 1 січня, 25 березня, 1 травня, Великдень; Різдво Христове 25 грудня, 26 грудня.

### Квитки
Стандартний тариф: 6 євро, знижка: 3 євро (в період з 1 листопада по 31 березня для всіх відвідувачів)
Спеціальний пакет квитків на 3 дні: Візантійський музей Антивуніотиса, Музей азійського мистецтва, Стара фортеця, Музей Палополіса (Мон Репо).

## Див також
- Храм Артеміди (Керкіра)
- Храм Гери (Керкіра)
- Храм Кардакі
- Гробниця Менекрата